# White-Dot-Syndrome
Die White-Dot-Syndrome, deutsch Idiopathische Syndrome mit weißen Flecken, sind eine Gruppe entzündlicher Erkrankungen der Netzhaut (Retina). Es handelt sich um eine heterogene Gruppe mit Beteiligung der Retina, dem retinalen Pigmentepithel und der Aderhaut (Chorioretinopathie). Entgegen der Bezeichnung „White-Dot-Syndrome“ werden nicht bei allen Erkrankungen weiße Punkte erzeugt, gemeinsam sind Läsionen im Augenhintergrund.
Nicht zu verwechseln ist das durch Weißfleckensyndrom-Virus ausgelöste Weißfleckensyndrom, auch englisch White spot syndrome genannt.
Die genaue Definition und Zuordnung ist noch nicht einheitlich festgelegt.

## Einteilung
Als zu dieser Gruppe gehörig werden angesehen:
- Akute posteriore multifokale plakoide Pigmentepitheliopathie (APMPPE, AMPPPE)
- Akute retinale Pigmentepitheliitis (ARPE)
- Akute zonale okkulte äußere Retinopathie (AZOOR)
- Birdshot-Chorioretinopathie[5]
- Multiple evanescent white dot Syndrom (MEWDS)
- Multifokale Choroiditis und Panuveitis (MCP)
- Punktförmige innere Chorioretinopathie (PIC)
- Serpiginöse Chorioretinopathie[6]

## Verbreitung
Die Häufigkeit wird mit 0,45 auf 100.000 pro Jahr angegeben. Es kann eine Assoziation mit anderen Immunkrankheiten bestehen.
Etwa 1 – 5 % aller Uveitis-Patienten im Kindesalter haben dieses Syndrom.
Die meisten Betroffenen sind bei Erkrankungsbeginn jünger als 50 Jahre.

## Ursache
Die Ursache ist bislang nicht bekannt. Es werden infektiöse, virale, genetische und autoimmune Auslöser diskutiert.

## Klinische Erscheinungen
Klinische Kriterien sind häufig Sehstörung mit verschwommenem Sehen und Gesichtsfelddefekte.

## Diagnostik
Die Diagnose erfolgt im Rahmen einer augenärztlichen Untersuchung.